# Omar Eddahri
Omar Eddahri, född 30 augusti 1990, är en svensk fotbollsspelare.

## Karriär
Eddahri spelade som junior för  Sundbybergs IK, Rissne IF, Vasalunds IF och Djurgårdens IF. I februari 2016 förlängdes Eddahris kontrakt i AFC Eskilstuna med två år.
I mars 2018 värvades Eddahri av IK Sirius, där han skrev på ett ettårskontrakt. Den 30 maj 2018 lämnade han klubben. I juni 2018 skrev Eddahri på för marockanska Ittihad Tanger. Den 9 augusti 2018 skrev Eddahri på ett kontrakt säsongen ut med Djurgårdens IF.
I februari 2019 skrev Eddahri på ett kontrakt som sträcker sig över 2020 med GIF Sundsvall. Efter säsongen 2019 lämnade han klubben. I oktober 2020 skrev Eddahri på ett kontrakt över resten av säsongen med Dalkurd FF.